# Hormigueros (Hormigueros)
Hormigueros es un barrio-pueblo ubicado en el municipio de Hormigueros en el estado libre asociado de Puerto Rico. En el Censo de 2010 tenía una población de 1204 habitantes y una densidad poblacional de 2.038,89 personas por km².

## Geografía
Hormigueros se encuentra ubicado en las coordenadas 18°8′23″N 67°7′34″O / 18.13972, -67.12611. Según la Oficina del Censo de los Estados Unidos, Hormigueros tiene una superficie total de 0.59 km², que corresponden a tierra firme.

## Demografía
Según el censo de 2010, había 1204 personas residiendo en Hormigueros. La densidad de población era de 2.038,89 hab./km². De los 1204 habitantes, Hormigueros estaba compuesto por el 82.97% blancos, el 6.48% eran afroamericanos, el 0.25% eran amerindios, el 8.8% eran de otras razas y el 1.5% pertenecían a dos o más razas. Del total de la población el 99.67% eran hispanos o latinos de cualquier raza.